# Boulder County
Boulder County is een county in de Amerikaanse staat Colorado.
De county heeft een landoppervlakte van 1.923 km² en telt 291.288 inwoners (volkstelling 2000). De hoofdplaats is Boulder.